# Solo (dokumentarfilm)
|  | Denne artikel er oprettet af botten Steenthbot ud fra en ekstern database. Den kan derfor have sproglige fejl eller mangler. Denne skabelon kan fjernes efter kontrol af indholdet. |

 For alternative betydninger, se Solo. (Se også artikler, som begynder med Solo)
Solo er en dansk portrætfilm fra 2007 instrueret af Kasper Torsting.

## Handling
I 2002 stod Jon Nørgaard øverst på skamlen som Danmarks største stjerne. Han havde vundet Popstars, hans debutalbum solgte 135.000 eksemplarer, og der fandtes ikke den dør, som ikke stod åben, eller den røde løber, som ikke var rullet ud. 5 år senere er mange døre lukket, løberne rullet sammen og kun de allermest perfide overskrifter i sladderbladene tilbage i folks erindring. Hvad skete der...?

## Medvirkende
- Jon Nørgaard
- Lene Rikke Bresson
- Bo Bresson
- Frank Panduro
- Morten Resen
- Hans Bølcho
- Cecilie Frøkjær
- Søren Mikkelsen
- Mikkel Grue